# Patric Cilliers

a Compétitions nationales et continentales officielles uniquement.

b Matchs officiels uniquement.
Dernière mise à jour le 6 juin 2021.
Patric Cilliers (Patric Michael Cilliers), né le 3 mars 1987 à Pietermaritzburg en Afrique du Sud, est un joueur sud-africain de rugby à XV évoluant au poste de pilier. Il connaît six sélections avec l'équipe d'Afrique du Sud en 2012.

## Biographie
Le 30 octobre 2014, Patric Cilliers rejoint le Top 14 et l'équipe du Montpellier Herault Rugby.